# Carpinus langaoensis
Carpinus langaoensis — вид квіткових рослин з родини березових. Поширення: Китай (Шеньсі).

## Опис
Повідомляється про наявність у одному місці, типовій місцевості, у горах Даба на висоті 1170 метрів на площі менше 0,5 км². Цей вид є деревом заввишки до 20 метрів, яке зустрічається на узліссі лісів поблизу струмка.